# Yoshiko Tanaka
Pour les articles homonymes, voir Tanaka.
Yoshiko Tanaka (田中 好子, Tanaka Yoshiko), née le 8 avril 1956 à Adachi (Tokyo) et morte le 21 avril 2011 à Minato-ku (Tokyo), est une actrice japonaise.
Elle a remporté de nombreux prix de la meilleure actrice pour son interprétation dans le film Pluie noire de Shōhei Imamura.

## Biographie
Sous le surnom de Sue, Yoshiko Tanaka fait partie du trio féminin de J-pop The Candies (キャンディーズ), actif entre 1972 et 1978, et qui était composé des deux autres idoles japonaises Ran et Miki.
Elle meurt d'un cancer et est inhumée au cimetière de Tama à Tokyo.

## Filmographie

### Au cinéma
- 1972 : Totsugeki !Human ! !
- 1975 : Seigida !Mikatada !Zeninshugo ! ! : Chanteuse (en tant que The Candies)
- 1975 : Za.Dorifutazu no kamo da ! !Goyo da ! ! : Chanteuse (en tant que The Candies)
- 1980 : Nijiko no bouken
- 1980 : Tosa No Ipponzuri : Yachiyo
- 1982 : Himeyuri no Tô : Haruko Kaura
- 1982 : Shiawase no kiiroi hankachi
- 1984 : Kin'yôbi no tsumatachi e
- 1985 : Yumechiyo nikki : Kurenai
- 1986 : Byakkotai
- 1986 : Oyaji no hige
- 1987 : Ore wa otokoda !kanketsu-hen
- 1989 : Godzilla vs Biollante (ゴジラvsビオランテ, Gojira tai Biorante?) de Kazuki Ōmori : Asuka Ōkōchi
- 1989 : Pluie noire (黒い雨, Kuroi ame?) de Shōhei Imamura : Yasuko
- 1990 : Dorobou ni te o dasuna !
- 1992 : Godzilla vs Mothra (ゴジラvsモスラ, Gojira tai Mosura?) de Takao Okawara : Asuka Ōkōchi
- 1993 : Araki Mataemon : Ketto Kagiya no Tsuji
- 1993 : Ohaka to rikon : Atsuko ishino
- 1995 : Keiji hebi ni yokogirareru
- 1995 : Le Testament du soir (午後の遺言状, Gogo no Yuigon-jō?) de Kaneto Shindō
- 1996 : Tori kaeru : kokyo no haha ni aitai
- 1997 : Beach Boys
- 1998 : Yûjô - Friendship
- 1999 : Poppoya (鉄道員?) de Yasuo Furuhata : Akiko Sugiura
- 1999 : Teppen
- 1999 : Tsui no sumika
- 2000 : Ring Ø: Birthday (リング0 バースデイ, Ringu Zero: Bāsudei?) de Norio Tsuruta : Akiko Miyaji
- 2001 : Churasan
- 2001 : Platonic Sex
- 2001 : Saigo ni ai wo mita no wa
- 2002 : Femmes en miroir (鏡の女たち, Kagami no onnatachi?) de Yoshishige Yoshida : Masako
- 2003 : Oitekoso nao
- 2003 : Siren
- 2003 : Yume oikakete : Yoshiko Kawai
- 2004 : Insutôru : Megumi Kasa
- 2004 : Kusa no ran
- 2005 : Futatsu no uso : Dôsôkai satsujin jiken
- 2005 : Shinku : Kayo Saiko
- 2006 : Arigatô : Chikako furuichi
- 2006 : Tatta hitotsu no koi
- 2007 : 0 kara no kaze
- 2007 : Best Wishes for Tomorrow : Aiko Mizutani
- 2007 : Himawari : Natsume masako 27 nen no shôgai to haha no ai
- 2007 : Oyaji
- 2007 : Suisei monogatari
- 2007 : Sumairu seiya no kiseki : Yukie Inotani
- 2008 : Fuzai enkai : Shibô kiji no onna
- 2009 : Tôkyô Dogs
- 2010 : Hitsudan hosutesu
- 2010 : Tenohira no memo

### À la télévision
- 1998 : Kamisama mō sukoshi dake (série télévisée)
- 2008 : Seigi no Mikata (drama de 10 épisodes)

### Doublage
- 2006 : Brave Story : Kuniko Mitsuya (voix)

## Distinctions
Sauf indication contraire, les informations mentionnées dans cette section peuvent être confirmées par la base de données cinématographiques IMDb,  présente dans la section « Liens externes ».

### Récompenses
- 1989 : Hōchi Film Award de la meilleure actrice pour Pluie noire[1]
- 1990 : prix de la meilleure actrice pour Pluie noire aux Japan Academy Prize[2]
- 1990 : prix Mainichi de la meilleure actrice pour Pluie noire et Godzilla vs Biollante[3]
- 1990 : prix Kinema Junpō de la meilleure actrice pour Pluie noire
- 1990 : prix Blue Ribbon de la meilleure actrice pour Pluie noire[4]